# Pseudorhombila guinotae
Pseudorhombila guinotae is een krabbensoort uit de familie van de Pseudorhombilidae. De wetenschappelijke naam van de soort is voor het eerst geldig gepubliceerd in 1982 door Hernandez-Aguilera.